# Wälder bei Feldberg mit Breitem Luzin und Dolgener See
Wälder bei Feldberg mit Breitem Luzin und Dolgener See este o arie protejată (arie specială de conservare — SAC, sit de importanță comunitară — SCI) din Germania întinsă pe o suprafață de 3.942 ha, integral pe uscat.

## Localizare
Centrul sitului Wälder bei Feldberg mit Breitem Luzin und Dolgener See este situat la coordonatele 53°21′22″N 13°25′26″E / 53.3561°N 13.4239°E.

## Înființare
Situl Wälder bei Feldberg mit Breitem Luzin und Dolgener See a fost declarat sit de importanță comunitară în decembrie 1999 pentru a proteja 12 specii de animale. Situl a fost protejat și ca arie specială de conservare în august 2016.

## Biodiversitate
Situată în ecoregiunea continentală, aria protejată conține 11 habitate naturale: Ape stătătoare oligotrofe până la mezotrofe, cu vegetație de Littorelletea uniflorae și/sau de Isoëto-Nanojuncetea, Ape puternic oligomezotrofe cu vegetație bentonică cu Chara spp., Lacuri eutrofice naturale cu vegetație de tip Magnopotamion sau Hydrocharition, Formațiuni de Juniperus communis pe lande sau pajiști calcaroase, Pajiști uscate seminaturale și facies de acoperire cu tufișuri pe substraturi calcaroase (Festuco-Brometalia) (* situri importante pentru orhidee), Fânețe de joasă altitudine (Alopecurus pratensis, Sanguisorba officinalis), Mlaștini turboase de tranziție și turbării mișcătoare, Depresiuni pe substraturi de turbă de Rhynchosporion, Păduri de fag Luzulo-Fagetum, Păduri de fag Asperulo-Fagetum, Mlaștini împădurite.
La baza desemnării sitului se află mai multe specii protejate:
- amfibieni (2): buhai de baltă cu burta roșie (Bombina bombina), triton cu creastă (Triturus cristatus)
- mamifere (4): liliac cârn (Barbastella barbastellus), castor (Castor fiber), vidră de râu (Lutra lutra), liliac comun (Myotis myotis)
- nevertebrate (4): libelule (Leucorrhinia pectoralis), fluturele purpuriu (Lycaena dispar), Osmoderma eremita, Vertigo moulinsiana
- pești (1): zvârluga (Cobitis taenia)
- reptile (1): țestoasa de baltă (Emys orbicularis)